# Henning Boel
Henning Boel (født 15. august 1945) er en dansk tidligere fodboldspiller, der spillede professionel i USA og Skotland. Han er mest kendt for at have vundet Scottish Cup 1970 med Aberdeen samt være en del af Aberdeen FC "Hall of Fame", som han blev indlemmet i i 2003. Boel spillede desuden 15 kampe for Danmarks fodboldlandshold.